# Sumpbåd
En sumpbåd er en båd med flad bund og en motoriseret propel, der skubber båden fremad. Sumpbåde er meget populære som transportmiddel i Florida Everglades og Louisiana Bayou, hvor de bruges til fiskeri, buefiskeri, jagt og økoturisme.

## Beskrivelse
Motor og propel er lukket inde i et beskyttende metalgitter, der forhindrer, at objekter, såsom grene, tøj, drikkevarerbeholdere og dyr, kommer i kontakt med propellen, hvilket kan skade objektet, men også fartøjet og traumatisere passagerene og piloten. Propellen producerer en bagudrettet luftstrøm, der bringer fartøjet fremad. Styring foregår ved, at luften presses forbi vertikale ror. Derfor er en stærk luftstrøm påkrævet. Sumpbåden har ingen bremser og kan ikke bakke, så det at stoppe og det at vende om må klares ved anden styring.